# Алексени (Горж)
Алексени (рум. Alexeni) насеље је у Румунији у округу Горж у општини Станешти. Oпштина се налази на надморској висини од 331 m.

## Становништво
Према подацима из 2002. године у насељу је живело 287 становника, од којих су сви румунске националности.